# Andrea Avellino
Andrea Avellino, född (Lancelotto Avellino) 1521 i Castronuovo, död 10 november 1608 i Neapel, var en italiensk teatinpräst. Han gjorde sig känd som predikant och själasörjare. Andrea Avellino vördas som helgon inom Romersk-katolska kyrkan.

## Bilder
| - Helige Andrea Avellinos sarkofag. |

### Webbkällor
- ”St. Andrew Avellino”. Catholic Encyclopedia. New Advent. http://www.newadvent.org/cathen/01472b.htm. Läst 22 november 2019.
- ”Sant'Andrea Avellino, sacerdote”. Santi e Beati. http://www.santiebeati.it/dettaglio/35250. Läst 22 november 2019.